# 1893年香港
|        | 香港歷史 \| 香港歷史年表                                                                                                   |
| 世紀： | 18世紀香港 \| 19世紀香港 \| 20世紀香港                                                                                     |
| 年代： | 1860年代香港 \| 1870年代香港 \| 1880年代香港 \| 1890年代香港 \| 1900年代香港 \| 1910年代香港 \| 1920年代香港               |
| 年份： | 1889年香港 \| 1890年香港 \| 1891年香港 \| 1892年香港 \| 1893年香港 \| 1894年香港 \| 1895年香港 \| 1896年香港 \| 1897年香港 |
| 紀年： | 癸巳年（蛇年）、香港開埠52周年                                                                                             |

## 大事記
- 1月17日，當局頒佈《修正婚姻條例》及《喪偶續婚條例》。
- 1月15日，特強寒流開始進入香港，市區氣溫降至攝氏3.9度。一些外洋輪船進港時，只見橫欄島及其他附近離島白茫一片，船員以為香港下雪，但進港後卻不見雪蹤。船員登岸後詢問島上居民香港是否下雪，居民以為他們神經不正常。[1]
- 1月16日，天氣更冷，溫度降至1.7度，此時離港出口的輪船的確看到橫欄島等離島有雪，大帽山已變成「雪山」，此乃香港首次有確切的降雪紀錄，旺角至九龍城一帶菜田則被冰或霜壓蓋凍壞。[1]
- 1月17日，寒流繼續襲港，溫度進一步降至0.6度，據當時農林處的英國人查理斯·福特記錄，太平山山頂氣溫為零下4度，當晚太平山頂下雪，半山區居民看到雪粉飄下，雪體積不大，晚上間歇下了一點點。[1]
- 1月18日，天亮時，九龍貨倉上的堆棧，已舖上一層薄冰，大會堂前的噴水池亦披上白霜。山頂樹上積雪達3吋厚，一些小路上積雪更達5吋。山頂區許多房屋大門被雪封住，要費力才能打開，居於山頂的兒童玩擲雪球。山頂纜車軌道被雪覆蓋，電線更被雪壓毀，纜車停駛。就在當天，香港天文台錄得香港歷史上市區（尖沙咀）最寒冷的氣溫，僅攝氏0.0度[2]。可是，居住在地面市區的華人，由於地面溫度較高，竟不知香港下過雪，18日下午氣溫稍升。[1]
- 1月19日，氣溫升至6度，覆蓋香港的冰雪開始溶化。[1]
- 2月11日，政府委任梅含理為警察司，前警察司甸尼退休。
- 2月24日，大貪污犯、港府庫房大寫亞爾費斯被逮捕歸案。
- 5月9日，清廷修建的橫欄島燈塔建成。
- 6月26日，頒佈《保良局立案條例》。
- 9月4日，頒佈《法定誓願條例》。
- 9月5日，位於上環荷李活道的雅麗氏紀念醫院與位於半山區般含道的那打素醫院合併。
- 10月2日，颶風為災，損失嚴重。[1]
- 11月1日，港督羅便臣因公離港，由輔政司柯布連署任。
- 11月21日，中華滙理銀行申請澳門貨幣交易通過該行進行。
- 11月28日，羅便臣結束公事返港，復任港督職務。
- 12月18日，著名的猶太裔慈善家庇理羅士捐了25,000港元予中央女子書院，以便學校能在上環荷里活道中央書院原址興建一幢三層高的新校舍，庇理羅士女子中學正式成立，並招收608名學生。為感謝庇理羅士的捐獻，學校改以他的名字來命名。
- 12月，那打素醫院招收1名護士見習生，成為香港第一所護士訓練學校。[1]
- 本年：
  - 中國思想家鄭觀應在香港出版重要著作《盛世危言》。
  - 港府向英國借款20萬磅，繼續發展公共建設。
  - 南美洲國家智利設置駐港領事館。
  - 皇家香港義勇軍新組1個野炮連和1隊機槍連。
  - 太古第2水塘建成，儲水量為3,000萬加侖。[1]
  - 政府財政收入為209萬港元，支出則為192萬元。[1]
  - 香港人口238,723人，其中外國人佔10,686人。[1]